# Gare de Vernayaz
Ne doit pas être confondu avec Gare de Vernayaz MC.
La gare de Vernayaz est une gare ferroviaire située sur le territoire de la commune suisse de Vernayaz dans le canton du Valais.

## Situation ferroviaire
Établie à 452,2 mètres d'altitude, la gare de Vernayaz est située au point kilométrique 61,51 de la ligne du Simplon, entre les gares d'Evionnaz (en direction de Lausanne) et de Martigny (en direction de Brigue).
Elle est dotée de deux voies bordées par deux quais.

## Histoire
Le bâtiment originel de la gare de Vernayaz a été construit en 1877 par la Compagnie du Simplon (it), puis transformé en 1902 et 1964. Semblable celui de la gare de Loèche, il possédait une marquise et une salle d'attente, alors qu'un édicule attenant abritait les WC. Une halle à marchandises complétait la gare. Ces trois bâtiments ont été depuis été détruits [Quand ?]. 
Entre 2019 et 2020, le quai 2 a été adapté pour correspondre aux exigences d’accessibilité aux trains les personnes à mobilité réduite.

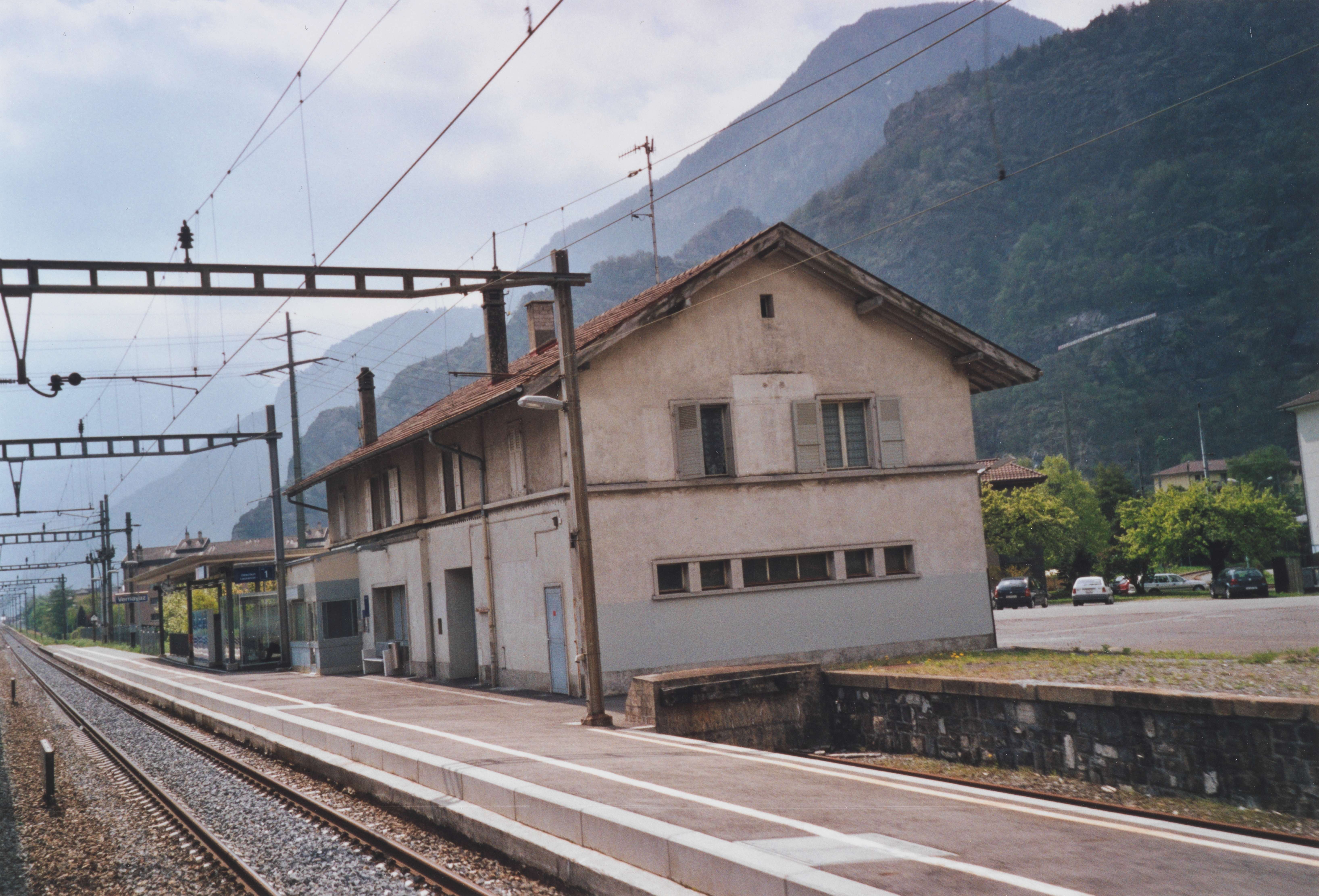
Le bâtiment d'origine en 2006.
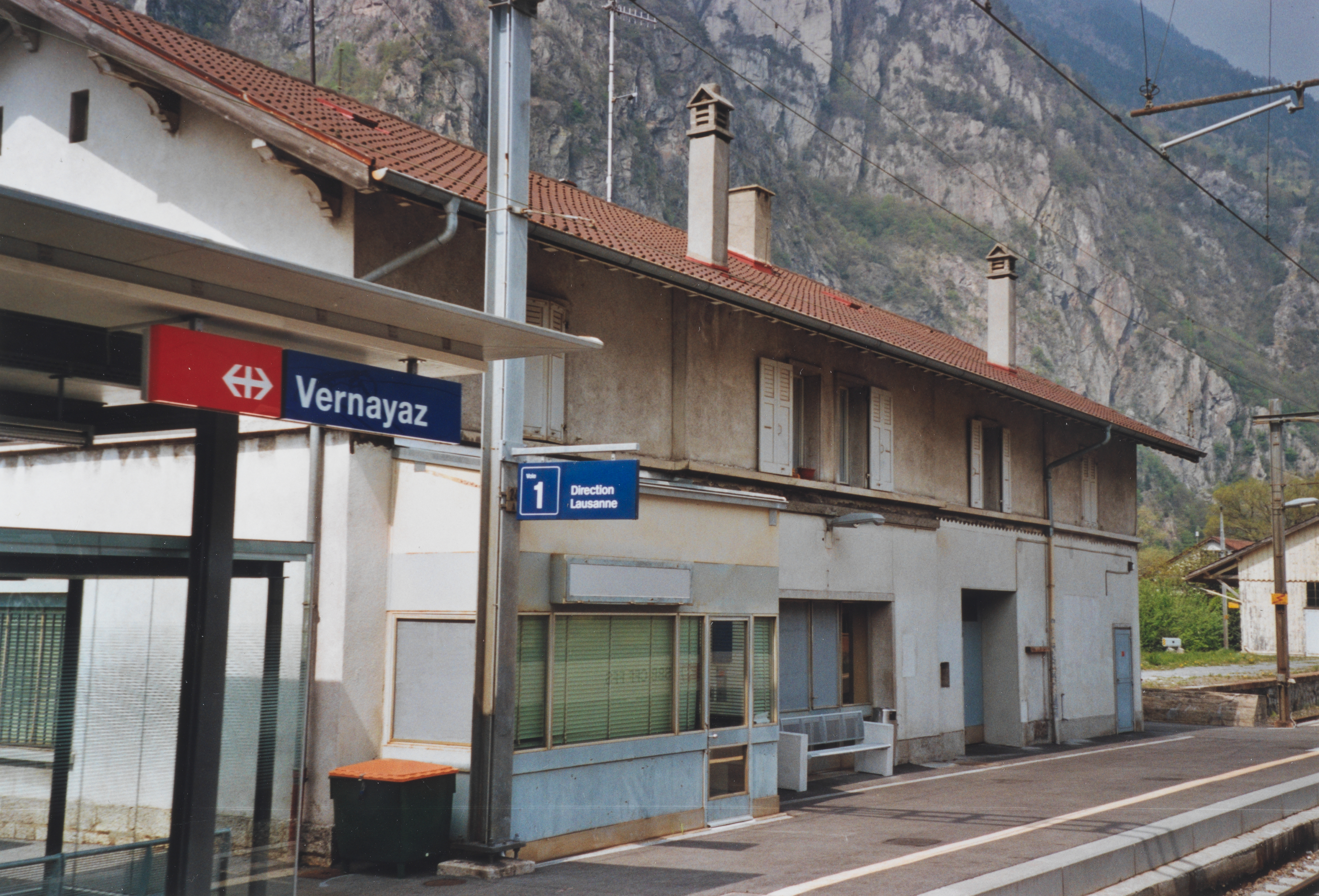
Le même bâtiment, avec à gauche, le nouvel abri et à droite, la halle  à marchandises.

## Service des voyageurs

### Accueil
Gare des CFF, elle est dotée d'abris sur les quais et de distributeurs automatiques de titres de transport.
Un parc relais de 9 places est également présent au niveau de la gare pour le stationnement des automobiles.

### Desserte
La gare est desservie toutes les heures par les trains Regio du RER Valais exploités par RegionAlps et reliant Brigue à Saint-Gingolph, complétés du lundi au vendredi par un second train par heure reliant Brigue à Monthey.

### Intermodalité
La gare est en correspondance avec la ligne no 220 de CarPostal reliant Martigny à Evionnaz.